# Бюри
Бюри́ (фр. Burie) — коммуна во Франции, находится в регионе Пуату — Шаранта. Департамент коммуны — Шаранта Приморская. Входит в состав кантона Бюри. Округ коммуны — Сент.
Бюри считается родиной винограда коломбар.

## Население
Население коммуны на 2010 год составляло 1278 человек.
| 1962 | 1968 | 1975 | 1982 | 1990 | 1999 | 2010 |
| ---- | ---- | ---- | ---- | ---- | ---- | ---- |
| 1188 | 1263 | 1165 | 1111 | 1209 | 1265 | 1278 |